# دا سيلفا (لاعب كرة قدم مواليد 1989)
دا سيلفا هو لاعب كرة قدم برازيلي في مركز الدفاع، ولد في 20 أغسطس 1989 في توكانتينوبوليس في البرازيل. لعب مع Tocantinópolis Esporte Clube ‏.

## وصلات خارجية
- دا سيلفا (لاعب كرة قدم مواليد 1989) على موقع قاعدة بيانات كرة القدم.إي يو (الإنجليزية)
- دا سيلفا (لاعب كرة قدم مواليد 1989) على موقع Soccerway.com (الإنجليزية)